# فيليب فريمو
فيليب فريمو (بالفرنسية: Philippe Frémeaux)‏ (1949 - 2020)، هو صحفي إقتصادي فرنسي عمل مع مجلة البدائل الاقتصادية.